# Laaslich
Laaslich ist ein Straßenangerdorf mit 209 Einwohnern (Stand: 2009/2010) im Südwesten der Gemeinde Karstädt im Landkreis West-Prignitz im äußersten Westen von Brandenburg an der von Lenzen nach Perleberg führenden Straße. Zu Laaslich gehört der Gemeindeteil Lenzersilge. Laaslich liegt im UNESCO-Biosphärenreservat Flusslandschaft Elbe.

## Geschichte
Zum ersten Mal urkundlich erwähnt wurde Laaslich im Jahr 1479. Damals war Laaslich ein Rittersitz der Familie von Kapelle. Aus dieser Zeit stammt die denkmalgeschützte Feldsteinkirche.

## Sehenswürdigkeiten

### Kirche

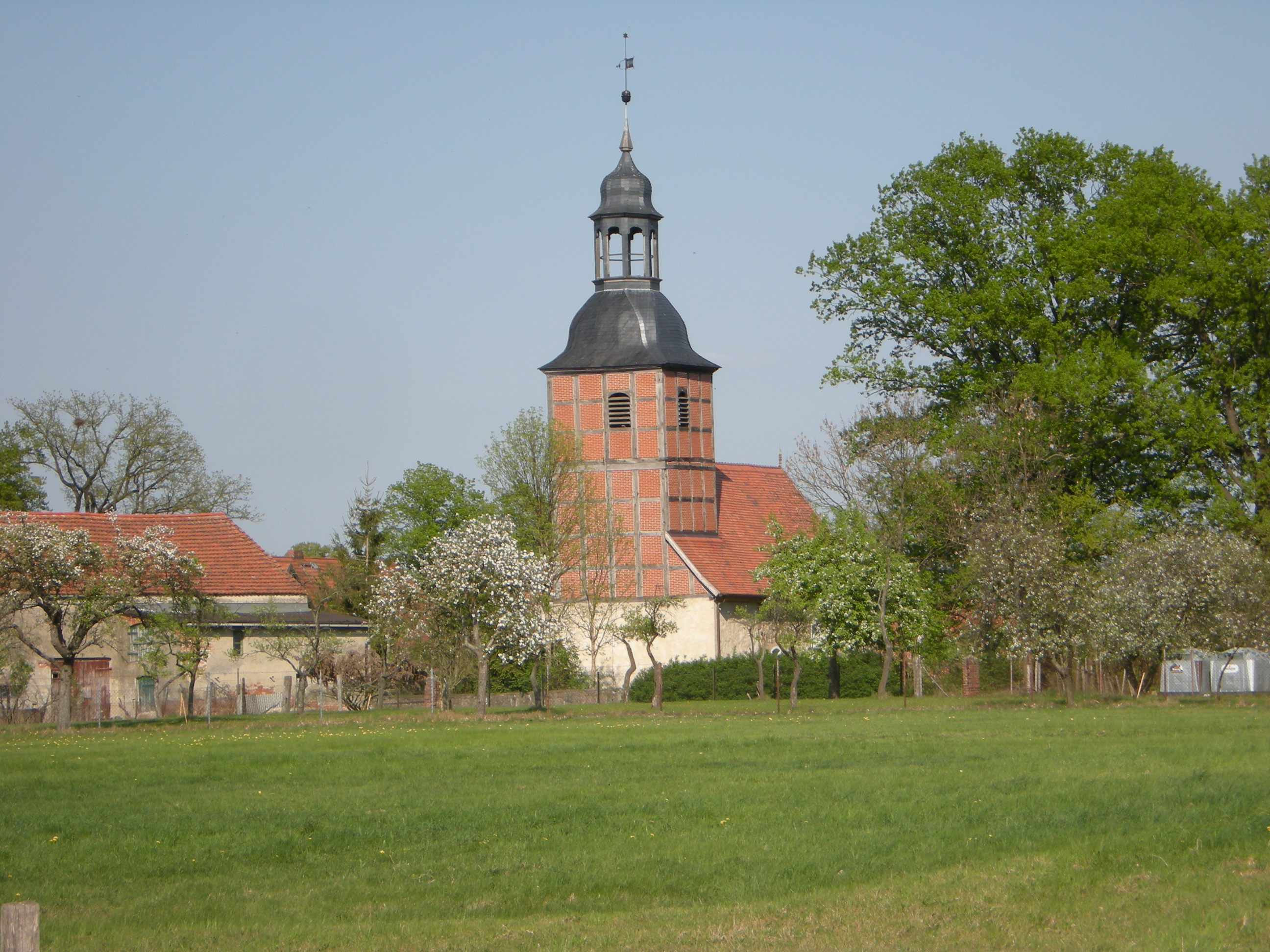
Feldsteinkirche in Laaslich

Die Laaslicher Feldsteinkirche ist ein rechteckiger, spätgotischer Feldsteinbau aus dem 15. Jahrhundert. Eine dendrochronologische Untersuchung hat im September 2000 ergeben, dass die Bäume, aus denen der Dachstuhl der Kirche gezimmert ist, in den Jahren 1496, 1497 und 1498 gefällt worden sind, das heißt, die Kirche wird auch in diesen Jahren als katholische Dorfkirche gebaut worden sein. Der Ostgiebel besteht aus Zierfachwerk von 1582 und wird von einem Wendenknüppel gekrönt, der nach dem bei der Renovierung 1998–2004 wiederentdeckten Vorbild neu gedrechselt wurde. Der Turm an der Westseite wurde Anfang des 16. Jahrhunderts angefügt und vervollständigte so das heutige Erscheinungsbild. Er trägt eine geschweifte und verschieferte, barocke (welsche) Haube mit offener Laterne.
Der Innenraum der Kirche ist flach gedeckt. Im Inneren der Kirche ist ein eingeritztes Weihekreuz an der Nordseite zu sehen. An der Ostseite befindet sich ein mit einem Sakramentenschrein mit Holztür und Überwurf. Der Flügelaltar stammt aus dem Jahr 1558 und stellt die Kreuzigung und Auferstehung Jesu Christi dar. Die Fensteröffnungen sind barock erweitert, mit enthaltenen Resten der alten Laibungen in Backstein. Aussparungen im Inneren der Eingangstür, wodurch die Tür von innen mit einem starken Querriegel verschlossen werden konnte, deuten auf die Funktion als Flucht- und Wehrkirche hin. Rechts vom Eingang ist noch eine kleine Öffnung vorhanden, die zur damaligen Zeit Fenster bzw. Schießscharte war.
1579 kam es zu einer grundlegenden Umgestaltung der Kirche. Die Westempore wurde errichtet und die Fenster wurden vergrößert, so dass mehr Licht in den Innenraum kommt.
In den Jahren 1998 bis 2004 wurde die Kirche unter anderem durch Spenden und Eigenleistungen der Laaslicher Bürger renoviert.

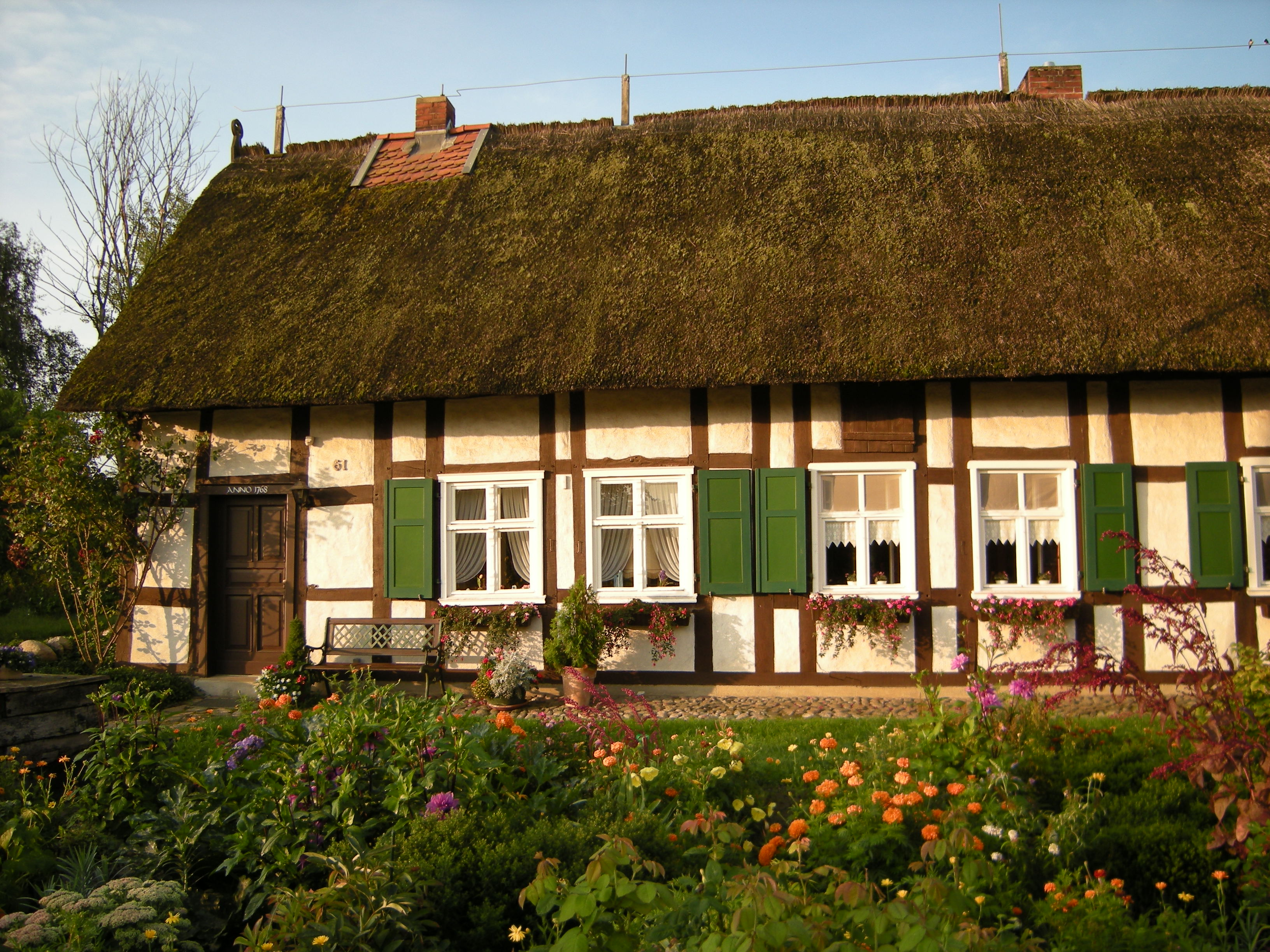
Denkmalgeschütztes Fachwerkhaus in Laaslich

### Fachwerkhaus
Die denkmalgeschützte Hofanlage Am Dorfplatz 61, bestehend aus Wohn- und Wirtschaftsgebäude, wurde im Jahr 1768 erbaut und 1992–1993 renoviert. Das eingeschossige Wohnhaus, ein Zwei-Ständer-Ernhaus mit Querdiele, ist ein für das 18. Jahrhundert typisches Bauernhaus mit Wohn-, Alten- und Stallteil. Die Wände sind hauptsächlich mit Lehmstaken ausgefacht. Das Dach ist mit Reet gedeckt. Die ursprünglichen Fenster und der Kachelofen im Inneren des Gebäudes blieben bei der Renovierung erhalten. In der zum Gebäude gehörenden wiederaufgebauten Scheune ist eine Ferienwohnung untergebracht. Die Außengestaltung der Hofanlage wurde dem Gebäude angepasst, mit Feldsteinpflaster, Bauerngarten mit Feldsteineinfassungen und Brunnen.

### Denkmal zur Erinnerung an die Gefallenen
Nach dem Ersten Weltkrieg wurde auf dem Friedhof von Laaslich ein Denkmal zur Erinnerung an die Gefallenen errichtet. In das Fundament wurde eine Flasche mit dem Schriftstück mit folgendem Inhalt einbetoniert: „Und du, o Wanderer, der nach vielen Jahren diese Stätte wirst betreten, wisse, dass dieses heiliges Land ist und denen geweiht sei, die einst ihr Leben ließen für ihre Brüder“. 1992 wurde eine Ehrentafel mit den Namen der Gefallenen des Zweiten Weltkriegs und der Opfer des Stalinismus angebracht.

### Vereine
In Laaslich gibt es ein reges Vereinswesen.
- Der Laaslicher Kulturverein e. V. organisiert Ausflüge, Veranstaltungen und Feiern wie das jährliche Erntefest.
- Der Laaslicher Carneval Club (LCC) e. V. hat den Zweck, das traditionelle Brauchtums einschließlich des Karnevals zu fördern.
- Die Freiwillige Feuerwehr Laaslich wurde 1909 gegründet und weihte 2006 eine neue Fahrzeughalle mit Versammlungsraum ein.

## Tourismus
Durch seine Lage im Biosphärenreservat ist Laaslich ein idealer Ausgangspunkt für Wanderungen und Radtouren. In der Umgebung gibt es zahlreiche Sehenswürdigkeiten wie die Städte Lenzen und Perleberg mit ihren historischen Stadtkernen, Wittenberge, Lanz, dem Geburtsort von Turnvater Jahn, das Kloster Stift zum Heiligengrabe mit seiner langen Geschichte und seiner ursprünglichen Bausubstanz, die Plattenburg, sowie das Storchendorf Rühstädt. In Laaslich gibt es zwei Ferienwohnungen sowie ein Radwanderquartier im ehemaligen Schulhaus, das auch für Gruppen bis 18 Personen geeignet ist.